# Bas-Boris Bode
Bas-Boris Bode – Der Junge, den es zweimal gab ist eine deutsch-niederländische Fernsehserie aus dem Jahr 1985. Die Jugendserie mit spannenden und gruseligen Elementen entstand nach einer Idee von Justus Pfaue und Harry Baer und wurde erstmals im Oktober 1985 im ZDF ausgestrahlt.

## Inhalt
Der achtjährige Bas-Boris Bode ist zu Besuch bei seinem Vater Rutger Bode in Amsterdam. Bei einem Ausflug zur Nordsee wird er Zeuge eines schrecklichen Vorfalls: der gleichaltrige Enkelsohn des eigensinnigen Millionärs und Gemäldesammlers Frans van Gulden geht bei stürmischer See von seinem Segelboot über Bord und ertrinkt.
Acht Jahre später:
Bas-Boris Bode ist inzwischen ein begeisterter Eishockeyspieler und spielt in der Jugendmannschaft der „Berliner Eisbären“. Er ist ein knallharter Stürmer und als Kapitän die unangefochtene Nummer eins seiner Mannschaft. Für ein Freundschaftsspiel reist er mit seinem Team nach Amsterdam. Seine Mutter, Annette Bode, mit der er in Berlin lebt, begleitet ihn und seine Mannschaft als medizinische Betreuerin in die Heimat seines Vaters. Nach dem ersten Wiedersehen mit seinem Vater, einem Galeristen, bei dem er auch wohnt, und einem ersten Spiel mit der Amsterdamer Eishockey-Mannschaft, passieren seltsame Dinge.
Ein junger Mann, Leo van Gulden, der Sohn des Gemäldesammlers, interessiert sich auf einmal sehr für Bas-Boris und seine Familie. Er verfolgt den Eishockeyspieler und versucht mit ihm ins Gespräch zu kommen.
Ein Kunstdruck eines Ölbildes von van Gogh, auf dem ein Junge in Ölkleidung, mit Kapuze und Regenmantel abgebildet ist und das er in der Galerie seines Vaters sieht, erregt das Interesse von Bas-Boris. Die Ähnlichkeit des Jungen mit Bas-Boris Bode ist erstaunlich. Dieses Bild verfolgt ihn nun auf Schritt und Tritt und sogar in der Nacht lässt es ihn nicht mehr los.
Er glaubt zu träumen, als er eines Tages seinem Ebenbild, in Kapuze und Regenmantel, gegenübersteht. Bas-Boris Bode hat einen Doppelgänger. Er sieht ihn selbst auf dem Eis, unter der Maske eines Mitspielers, doch ehe er ihn fassen kann, ist er auch schon wieder verschwunden.
Der Aufenthalt in Amsterdam wird immer mysteriöser. So entdeckt er bei einem Besuch mit seinem Vater bei dem Kunstliebhaber Frans van Gulden auf dessen Schloss in einem Kinderzimmer Spielzeug aus seiner Kindheit wieder. Ein Jojo sowie seine ersten Schlittschuhe geben ihm Rätsel auf. Trotz der Aussagen seiner Eltern, er wäre noch nie hier gewesen, fängt Bas-Boris langsam an, an sich und seiner Herkunft zu zweifeln. Da auch der alte van Gulden und Hendrikje, seine Haushälterin, in ihm den vor acht Jahren ertrunkenen Enkelsohn Vincent wiedererkennen, glaubt der Junge nun selbst, er sei der Enkelsohn des Millionärs.
Nach mehreren Begegnungen und fruchtlosen Verfolgungsversuchen gelingt es Bas-Boris schließlich, seinen Doppelgänger zu stellen. Daraufhin nimmt dieser eine Gummimaske ab, wodurch das wahre Gesicht des Jungen sichtbar wird. Es ist der rothaarige Jaap, ein niederländischer Junge, der auf der Straße lebt und von dem chinesischen Unterweltboss van Ling gezwungen wurde, in der Maske von Bas-Boris Bode und in der Ölkleidung des „Fischerjungen“ aufzutreten, um so an das Erbe und die Gemälde des reichen Frans van Gulden heranzukommen. Leo, der Sohn van Guldens, hatte sich nämlich nach dem tödlichen Unfall mit seinem Vater überworfen und hofft auf diese Weise, seine hohen Schulden bei van Ling begleichen zu können. Der herzkranke Senior sollte durch die Konfrontation mit seinem vermeintlich toten Enkelsohn gefügig gemacht werden.
Bas-Boris Bode freundet sich unterdessen mit Jaap an und hilft ihm, sich vor der Bande von van Ling und vor der Polizei zu verstecken.
Darüber hinaus zieht es ihn immer wieder in die Villa von Frans van Gulden. Er überredet seinen Vater, mit ihm eine Nacht dort zu verbringen. Van Gulden, der die Absicht hat, seine wertvollen Gemälde zu verkaufen, werden in dieser Nacht die Werke gestohlen. Auch das Bild mit dem Jungen ist am nächsten Morgen verschwunden.
Der Kommissar, der schon seit einiger Zeit ein gewisses Misstrauen gegen Rutger Bode hegt und Bas-Boris Bode und seine Eltern nicht aus den Augen lässt, ermittelt auch in diesem Fall und zeigt sich überrascht, als er ausgerechnet Rutger Bode in dem Haus vorfindet.
Wer ist der geheimnisvolle schwarze Motorradfahrer, der immer und überall aus dem Nichts auftaucht und ebenso schnell wieder verschwindet?
Bas-Boris Bode versucht herauszufinden, wer er wirklich ist.

## Produktion
Bas-Boris Bode wurde von der deutschen Magnet-Filmproduktionsgesellschaft Berlin und in Zusammenarbeit mit der niederländischen AVRO Rundfunkgesellschaft produziert. Die Serie wurde in Berlin und Amsterdam gedreht.

## Soundtrack
Das Titellied „Bas-Boris Bode“ sang der Hauptdarsteller Mikael Martin, nachdem bei Probeaufnahmen festgestellt wurde, dass der Niederländer auch eine ganz gute Stimme hat. Mikael Martin sang ebenfalls das Lied „Me Myself And I“, beide Songs wurden von Robert Pferdmenges und Jiří Kanzelsberger produziert und erschienen 1985 als 7″-Single bei Teldec (6.14448 AC). Die beiden Lieder sind auch auf einer ebenfalls 1985 veröffentlichten LP bei Teldec (6.26216 AP) enthalten,  so wie sämtliche Musikstücke aus der Serie.

## DVD-Veröffentlichung
Bas-Boris Bode erschien unter der Marke „Die ZDF Kinder-Klassiker“ am 17. November 2008 erstmals in Deutschland auf DVD.
Die sechsteilige Serie wurde auf zwei DVDs mit einer Gesamtlaufzeit von ca. 270 Minuten à 45 Minuten je Folge veröffentlicht.
Universum Film brachte die DVD in einer nicht restaurierten Fassung auf den Markt, das Bildformat beträgt 4:3 (Vollbild) und der Ton ist in Dolby Digital 1.0. Die DVD ist freigegeben ab zwölf Jahren.

## Verschiedenes
Neben der Idee und dem gemeinsamen Drehbuch mit Justus Pfaue hat Harry Baer auch Regie geführt.
Für den damals 16-jährigen Niederländer Mikael Martin war es die erste Filmrolle, er wurde bei einem Casting unter mehreren Eishockeyspielern ausgewählt. Mikael Martin arbeitet heute in einem Amsterdamer Theater als Regisseur.
Als der Eishockeyspieler Lutz ist der damals 17-jährige, noch unbekannte, Jürgen Vogel in einer seiner ersten Rollen zu sehen. In der zweiten Folge spielen außerdem Dirk Bach und Ralph Morgenstern als Kneipenbesitzer in einer kurzen Szene mit.
Der Hauptdarsteller Mikael Martin wurde vom bekannten Hörspiel- und Synchronsprecher Oliver Rohrbeck synchronisiert, da er nicht ausreichend deutsch sprach. Die Rolle des Frans van Gulden wurde von Friedrich W. Bauschulte synchronisiert, der auch den Lt. Stone in Die Straßen von San Francisco sprach.
1989 wurde Bas-Boris Bode im ZDF in zwölf Teilen zu je 25 Minuten wiederholt und 1997 als sechsteilige Serie noch einmal im Kinderkanal ausgestrahlt.